# Loka pri Žusmu
Loka pri Žusmu je naselje v Občini Šentjur.

## Lega
Loka pri Žusmu je razloženo naselje z gručastim jedrom na Kozjanskem ob stičišču cest proti Šentjurju in Celju, ter Podčetrtku in Kozjem. Naselje leži v dolini ob sotočju Dolgega in Tinskega potoka. Naselje sestavlja  osem zaselkov: Drnovce, Javoršica, Oslešica, Podvrh, Primožno, Rudnica, Zavrečnica in Žamerk, ki se razprostirajo na pobočjih Velike Košnice, Plešivca in Rudnice.

## Zgodovina
V začetku 19. stoletja je tu Johann Friedrich postavil glažuto, pozneje spremenjeno v kopitarno. Tu je deloval tudi mlin. Zdaj je v kraju manjši kemični obrat celjskega Aera. V Loki pri Žusmu imajo trgovino, gostišče, pošto, gasilski dom, ter šolo z vrtcem in telovadnico.

### Arheologija
Nad zaselkom Žamrek leži arheološko območje Tinje. Zajema več ledin z arheološkimi najdbami (V riži, Stari grad, Britof). Zaščitna izkopavanja in sondiranja izvedena 1980 in 1981 so odkrila sledove poznoantične utrjene naselbine velikosti okoli 200x300 m, ki zajema vrh griča z ruševinami srednjeveškega gradiča Salburga in velik del južnega pobočja. Na vzhodni pristopni strani je bila naselbina zavarovana z dvema jarkoma, na drugih straneh pa zavarovana z naravno strmino. Pri gradnji ceste je bilo odkritih sedem lesenih deloma poškodovanih stavb, ki so bile postavljene na ozkih terasah, vsekanih v strmo pobočje. Le domnevni kultni objekt v jugovzhodnem delu naselbine je bil zidan. Med poznoantičnimi najdbami je pomemben depo železnega orodja iz konca 6. stoletja. Nekateri značilni kosi keramike kažejo, da je bila postojanka poseljena tudi v slovanskem obdobju. Zunaj naselbine so odkrili sledove grobišč. Posebno pomembna sta dva sarkofaga, mlajši je okrašen s križem.